# غنية بوحوية
غنيّة بوحويّة هي باحثة ومؤلفة وكاتبة من مواليد 11 أكتوبر 1988 ببلديّة المراهنة ولاية سوق اهراس- الجزائر.

## المشوار الدراسي
تلقّت غنية تعليمها الابتدائي بمدرسة مبارك الميلي، والأساسيّ بإكماليّة جبّار عمر، والثّانويّ بثانويّة 18 فيفري بالمراهنة.
تحصّلت على شهادة البكالوريا شعبة علوم الطّبيعة والحياة لكنّها اختارت التّخصّص في اللّغة العربيّة وآدابها. حيث التحقت بجامعة محمّد الشّريف مساعدية بسوق اهراس.
- تحصّلت على شهادة اللّيسانس لغة عربيّة وآدابها ل.م.د تخصّص: لغة عربيّة.
- سنة: 2010، أحرزت المرتبة الأولى على مستوى الدّفعة، وفي الجامعة نفسها أكملت مسار التكوين في الماستر تخصّص: التّراث وعلوم اللّسان، فتحصّلت على شهادتها.
- سنة: 2012، أحرزت كذلك المرتبة الأولى على مستوى دفعتها.
- سنة 2017، شاركت في مسابقة الدّكتوراه التي فتحتها جامعة باجي مختار- عنّابة- فكانت من النّاجحين الأوائل في مشروع اللسانيّات العربيّة، وبعد تكوين مكثّف ناقشت أطروحة الدّكتوراه، بتقدير مشرّف جدًّا.

## موجز السّيرة العلميّة

### الكتب المنشورة
1. رسم الأشعار من التّلقّي إلى الخلق: نماذج من كتابي( تراتيل) و( ترانيم) أشعار تونسية مرسومة بريشة عامر رشاد. دار المجدّد للطّباعة والنّشر والتّوزيع، سطيف/ الجزائر، 2020.
2. العدول في المدائح النّبويّة دراسة أسلوبيّة يليه الغيث الهطول في مدح الرّسولصلى الله عليه وسلم: دار أدليس للنّشر والتّرجمة والتّصميم، باتنة/ الجزائر، 2020.
3. الجنون في الشّعر العربيّ: دواعي الدّاء وسبل الشّفاء: دار أدليس للنّشر والتّرجمة والتّصميم، باتنة/ الجزائر، 2020.
4. الحاسّة السّابعة: حروف متناثرة( شعر): دار خيال للنّشر والتّرجمة، برج بوعريريج/ الجزائر، 2020.

### الأبحاث والمنشورات
1. الجذر العربيّ الفصيح للهجة سوق اهراس: مقال بمجلّة الكَلِم: جامعة أحمد بن بلة 1، وهران، الجزائر، العدد 1، جانفي، 2016.[1]
2. قصّة الأصمعيّ والأعرابيّة: قراءة سيميو أسلوبيّة: مقال بمجلّة أبوليوس: سوق اهراس، الجزائر، العدد الخامس، جوان 2016.[2]
3. العنف ضدّ النّساء في الشّعر العربيّ: عنف صريح لصدق أبيح: مقال بمجلة التواصل: عنّابة، الجزائر، العدد السّادس، جوان 2016.[3]
4. عدول الموسيقى في همزيّة أحمد شوقي: مقال بمجلّة تاريخ العلوم، الجلفة، الجزائر، العدد 4، 2016.[4]
5. بلاغة العدول في قصيدة( مدائحي كفّارة) للبوصيريّ: مقال بمجلّة حوليات جامعة قالمة للآداب واللّغات، العدد 19، جوان 2017.
6. المنهج الذي ينتصر إلى المتلقّي: مقال بكتاب البلاغة بين النّقد والأدب والبلاغة، أعمال المؤتمر الدّوليّ الأوّل المحكّم الذي نظّمه قسم اللّغة العربيّة وآدابها، كلّيّة الآداب، جامعة الطّفيلة التّقنيّة، الأردن، دار كنوز المعرفة للنّشر والتّوزيع، ط1، 2017، المجلّد الثّاني.
7. شعريّة الموسيقى في قصيدة( أزمعوا البين) للبوصيريّ: قراءة في ضوء ظاهرة العدول، مجلّة آفاق للعلوم، جامعة زيّان عاشور، الجلفة، ج1، العدد8، جوان 2017.[5]
8. هجرة الحكمة من الدّين إلى الشّعر: قراءة في وصايا لقمان لابنه، مجلّة الإصلاح، العدد 122 السنة 6، سبتمبر 2017، منتدى الفارابي للدّراسات والبدائل، صفاقس، الجمهوريّة التّونسيّة.
9. التّناصّ القرآنيّ في المدائح النّبويّة: بحث في عدول التّراكيب، مقال بمجلّة كلّية الآداب واللّغات لجامعة محمّد خيضر، بسكرة، العدد 21، جوان، 2017.[6]
10. جرائم الوالدين في حقّ أبنائهم الباحثين: سلطان الخوف وهاجس الفقد، مجلّة الإصلاح، العدد 127، السنة 6، فيفري 2018، منتدى الفارابي للدّراسات والبدائل، صفاقس، الجمهوريّة التّونسيّة.
11. شعريّة الصّمت في أغاني الأطفال القصصيّة: مقال بكتاب أعمال الملتقى الدّوليّ: الصّمت في الخطاب، الذي نظّمته جمعيّة الدّراسات الأدبيّة والحضاريّة والمعهد العالي للعلوم الإنسانيّة بمدنين تونس. أيّام: 10,11، 12 أفريل 2018، الجزء الثّاني.
12. الإرهاب الأصوليّ في رواية تيميمون لرشيد بوجدرة: مجلّة مدارات في اللغة والأدب، مجلّة فصليّة دوليّة محكّمة، العدد 3، أوت 2019، مركز الدار المعرفي للأبحاث والدّراسات، الجزائر.

### التّظاهرات العلميّة: وطنيّة ومغاربيّة ودوليّة
1. إشكاليّة المصطلح في علم المعاني: ندوة علميّة نظّمها مخبر اللّسانيّات واللّغة العربيّة بجامعة باجي مختار/ عنّابة، الجزائر، حول إشكاليّة المصطلح البلاغي في الدّرس اللّساني العربيّ. يوم: 01 جويلية 2013.
2. الشّعر الشّعبيّ بين بؤس ونعيم في ظلّ المقاربات النّصّيّة اللّسانيّة: الملتقى المغاربيّ الأوّل حول: الأدب الشّعبي المغاربيّ والدّراسات النّصيّة الأدبيّة بقسم اللّغة العربيّة/ جامعة الطّارف، الجزائر، بتاريخ: 21 و22 أكتوبر 2013.
3. من علماء البحث اللّسانيّ في الجزائر: محمّد خان: ندوة علميّة نظّمها مخبر اللّسانيّات واللّغة العربيّة بجامعة باجي مختار/ عنّابة، حول: البحث اللّسانيّ في الجزائر، يوم:9 جانفي 2014.
4. أثر آراء أبي حاتم السّجستانيّ في المعجمات العربيّة القديمة: يوم دراسيّ علميّ نظّمه مخبر اللّسانيّات واللّغة العربيّة بجامعة باجي مختار/ عنّابة، الجزائر، بعنوان: قراءات في الفكر اللّسانيّ العربيّ القديم، يوم: 24 جوان 2014.
5. الجذر العربيّ الفصيح للهجة سوق اهراس: ملتقى وطنيّ نظّمه مخبر اللّهجات ومعالجة الكلام، بجامعة أحمد بن بلّة، وهران 1، الجزائر، عنوانه: مستويات التّعبير اللّهجيّ بالجزائر، واقع وآفاق، يوم: 29 أفريل 2015.
6. نظريّة النّظم بين النّحو العربيّ واللّسانيّات الحديثة: يوم دراسيّ علميّ نظّمه قسم اللّغة العربيّة بجامعة باجي مختار، عنّابة، الجزائر، عنوانه: مكانة النّحو العربيّ في اللّسانيّات الحديثة، يوم: 5 ماي 2015.
7. الانزياح في ثقافة الغرب وتلقّيه عند العرب: يوم دراسيّ علميّ نظّمه مخبر اللّسانيات واللّغة العربيّة بجامعة باجي مختار/ عنّابة، الجزائر،  عنوانه: التّفكير اللّساني العربي الحديث بين المشرق والمغرب، يوم 7 جوان 2015.
8. العنف ضدّ النّساء في الشّعر العربيّ: عنف صريح لصدق أُبيح: ملتقى نظّمه المركز الجامعيّ عبد الحفيظ بوالصّوف، ميلة، الجزائر، يوم: 16، 17 نوفمبر 2015 بعنوان: ظاهرة العنف في اللّسان والأدب.
9. مفهوم القراءة النّسقيّة طرحا ونقدا عند أحمد يوسف: يوم دراسيّ علميّ نظّمه مخبر اللّسانيات واللّغة العربيّة بجامعة باجي مختار/ عنّابة، الجزائر، عنوانه: أثر المدارس اللّسانيّة الغربيّة في اللّسانيّات العربيّة، يوم 10 ماي 2016.
10. المنهج الذي ينتصر إلى المتلقّي: المؤتمر العلميّ الدوليّ المحكّم الأوّل: البلاغة بين النّقد والأدب واللّغة، عُقد في رحاب جامعة الطّفيلة التّقنيّة، الأردن، في الفترة من 19 إلى 21 جويلية 2016.
11. العمل التّطوعيّ في ظلّ الجمعيات الخيريّة بين الواقع والمأمول: الملتقى الدّوليّ الثّالث لمركز فاعلون تحت عنوان: العمل التّطوّعيّ وظهور أنماط القيادة لدى الشّباب، جرت فعاليّاته أيام: 19، 20، 21 جويلية 2016، بفندق نسيب شرشال، تيبازة، الجزائر.
12. الشّعر العربيّ بين انفعال وصوت وموسيقى: مؤتمر الأدب واللّغة والتّرجمة، قسم اللّغة الإنجليزيّة وآدابها، كلّيّة الآداب، جامعة الطّفيلة التّقنيّة، الأردن، أيام: 2، 3، 4 ماي 2017.
13. مشاركة في فعاليّات المحفل الدّوليّ الأوّل للاتّجاهات الحديثة في العلوم الإنسانيّة والاجتماعيّة بجزيرة لانكاوي بماليزيا أيام: 19/20/21/22/23 نوفمبر 2017.
14. ملامح العرفانيّة في التّراث العربيّ: ندوة وطنيّة بجامعة باجي مختار/ عنّابة يوم 4 ديسمبر 2017.
15. جهود عبد الرّحمن محمّد طعمة في الدّرس اللّسانيّ العصبيّ والنّظريّة المعرفيّة: الملتقى الوطنيّ الثّاني في اللّسانيّات وتحليل الخطاب المنعقد بقسم اللّغة العربيّة وآدابها بجامعة باجي مختار/ عنّابة/ الجزائر، يومي 11 و12 ديسمبر 2017. عنوانه: اللّسانيّات وتحليل الخطاب.
16. بناء الشّخصيّة في قصّة سيّدنا سليمان عليه السّلام: المؤتمر العلميّ الدّوليّ المحكّم الثّاني( الدّراسات الأدبيّة في إعجاز القرآن وبيانه/ القصص القرآنيّ أنموذجًا)، أيام 3، 4، 5 أفريل 2018، برحاب جامعة الطّفيلة التّقنيّة بالأردن.
17. شعريّة الصّمت في أغاني الأطفال القصصيّة: سليمان العيسى أنموذجا:  النّدوة الدّوليّة المحكّمة: الصّمت في الخطاب، أيّام: 10، 11، 12 أفريل 2018، جمعية الدّراسات الأدبيّة والحضاريّة/ مدنين/ تونس، المعهد العالي للعلوم الإنسانيّة بمدنين.
18. شهداء ثورة الجزائر في الشعر الشّعبيّ: بسمات من الصحراء لحسان درنون أنموذجا، اليوم الدّراسيّ: صورة الشّهيد في الشّعر الجزائريّ الشّعبيّ والفصيح، يوم18 فيفري 2019، مخبر التراث والدراسات اللسانية، جامعة الشاذلي بن جديد، الطّارف، الجزائر.
19. صورة الرّجل في رواية«في قلبي أنثى عبريّة» لخولة حمدي: الملتقى الدوليّ للرّوائيّات التّونسيّات، أيام: 22، 23، 24 مارس 2019، جمعيّة الثّقافة والتّراث بدخيلة توجان، قابس، تونس.
20. واقع اللّغة العربيّة في المؤسّسات التّعليميّة: دراسة ميدانيّة: الملتقى الدّوليّ في التربية والتّعليم، أيام: 25، 26، 27، 28 مارس 2019، الجمعيّة التّونسيّة للجودة في التّربية( ATUQUED)، جامعة جندوبة، تونس.
21. ثورة الجزائر في أغاني الأطفال: شعر سليمان العيسى نموذجا: المؤتمر الدّوليّ المحكّم الثّاني في اللّغة والأدب والتّرجمة، أيام02، 03، 04/ 4/ 2019 بجامعة الطّفيلة التّقنية، المملكة الأردنيّة الهاشميّة.
22. رسم الأشعار من التلقي إلى الخلق: نماذج من كتابي( تراتيل) و( ترانيم) أشعار تونسية مرسومة بريشة عامر رشاد: الندوة الوطنية الفن والجمال بين المعيارية والوظيفية، يوم 04 نوفمبر2019، جامعة حمة لخضر- الوادي- الجزائر.